# Richard Heron Anderson

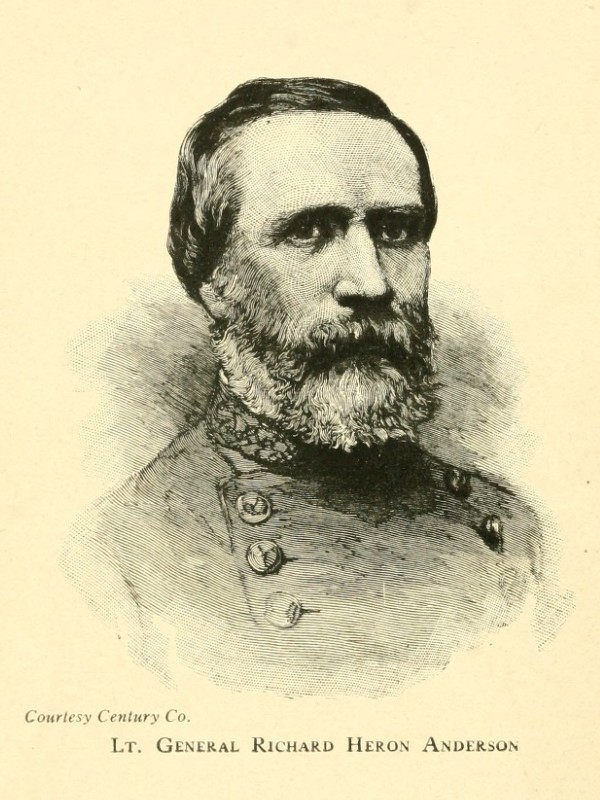
Generalleutnant Richard Heron Anderson

Richard Heron Anderson (* 7. Oktober 1821 in Hill Crest nähe Stateburg im Sumter County, South Carolina; † 26. Juni 1879 in Beaufort, South Carolina) war bis 1861 Offizier des US-Heeres, General im konföderierten Heer während des Sezessionskrieges und Bediensteter des Staates South Carolina.

## Leben
Anderson besuchte die Militärakademie in West Point, die er 1842 als 40. seines Jahrganges im Rang eines Leutnants abschloss. Er diente anschließend bei den 1. US-Dragonern und im mexikanischen Krieg, nach dem er zum Oberleutnant befördert wurde. Am 3. März 1861 quittierte er den Dienst beim US-Heer und übernahm als Regimentskommandeur das 1. South Carolina Infantryregiment.
Nach der Einnahme von Fort Sumter übertrug man ihm das Kommando über den Hafen von Charleston. Am 19. Juli 1861 wurde er zum Brigadegeneral befördert und nach Pensacola, Florida versetzt, wo er im Gefecht um Fort Pickens verwundet wurde. Nach seiner Genesung kämpfte er mit seinen Truppen am 5. Mai 1862 in der Schlacht von Williamsburg, am 31. Mai und 1. Juni 1862 in der Schlacht von Seven Pines und in der Sieben-Tage-Schlacht vom 25. Juni – 1. Juli 1862. Seit Williamsburg führte er das Kommando über die Division Generalmajor James Longstreets. Für seine Verdienste und Erfolge wurde er am 14. Juli 1862 zum Generalmajor befördert und bekam das Kommando über die zweite Division aus Longstreets Korps.
Bei der Zweiten Schlacht am Bull Run am 28. und 30. August 1862 attackierte er die Unionstruppen, durchbrach ihre Linien und zwang sie zum Ausweichen. Sechs Wochen später, bei der Schlacht am Antietam am 17. September 1862, wurde er am Oberschenkel verwundet. Die nächsten Schlachten, an denen er teilnahm, waren die Schlacht von Fredericksburg vom 11. – 15. Dezember 1862 und die Schlacht bei Chancellorsville vom 1. bis 4. Mai 1863. Bei der Schlacht von Gettysburg vom 1. – 3. Juli 1863 war die Division von Anderson an den Angriffen der Konföderierten am zweiten und dritten Kampftag beteiligt. 
Im nächsten Frühling, bei der Schlacht in der Wilderness am 5. – 6. Mai 1864, wurde Longstreet verwundet und Anderson übernahm das Kommando über das I. Korps und führte es während des Überland-Feldzugs. Am 31. Mai 1864 wurde zum Generalleutnant befördert und als Longstreet im Oktober genesen zurückkam, führte Anderson das neu geschaffene IV. Korps während der Belagerung von Petersburg und im Appomattox-Feldzug, wo er sich im April 1865 bei Appomattox Court House ergab.
Nach dem Krieg wurde Anderson staatlicher Agent der Phosphatindustrie in South Carolina. Er starb 1879 in Beaufort und wurde auf dem St. Helena Episcopal Curchyard beigesetzt.